# Franz W. Seidler
Franz Wilhelm Seidler (* 2. März 1933 in Wigstadtl, Tschechoslowakei) ist ein deutscher Historiker, emeritierter Hochschullehrer und Buchautor. In den 1970er Jahren mit dem Bundesverdienstkreuz ausgezeichnet, tritt er mit geschichtsrevisionistischen Positionen hervor und publiziert in rechtsextremen Verlagen.

## Leben

### Herkunft und beruflicher Werdegang
Seidler stammt aus Sudetenschlesien; sein Vater war Landwirt. Er wurde nach den Kaisern Franz Joseph I. und Wilhelm II. benannt. Seidler besuchte bis zur Vertreibung die Volksschule in Wigstadtl und die Gregor-Mendel-Oberschule in Neutitschein; nach 1945 ging er im bayerischen Memmingen zur Schule, wo er 1951 das Abitur an der Oberrealschule ablegte.
Danach studierte er von 1951 bis 1961 Germanistik, Anglistik und Geschichte an der Ludwig-Maximilians-Universität München sowie den Universitäten in Cambridge und Paris. Er hörte Vorlesungen unter anderem bei Wolfgang Clemen, Franz Schnabel und Johannes Spörl. 1956 wurde er beim Sprachforscher Otto Basler an der Philosophischen Fakultät der LMU München mit der 1953/54 angefertigten Dissertation Die Geschichte des Wortes Revolution. Ein Beitrag zur Revolutionsforschung zum Dr. phil. promoviert. Er wurde in der Folge Studienreferendar und Studienassessor in Baden-Württemberg. Zeitweilig wirkte er als Gymnasiallehrer in Stuttgart.
Von 1959 bis 1963 war er stellvertretender Direktor der Bundeswehrfachschule Köln, danach von 1963 bis 1967 Referent im Bundesministerium der Verteidigung, Abteilung Verwaltung und Recht, und schließlich von 1968 bis 1973 als Wissenschaftlicher Direktor Leiter der Wissenschaftlichen Gruppe an der Heeresoffizierschule III in München. 1972 absolvierte er das NATO Defense College in Rom. Von 1973 bis zu seiner Emeritierung 1998 war er im Rahmen des Fachhochschulstudiums mit „Erziehungs- und Gesellschaftlichen Anteilen“ (EGA) Professor für Neuere Geschichte, insbesondere Sozial- und Militärgeschichte, am Fachbereich Betriebswirtschaft der Hochschule der Bundeswehr München in Neubiberg.
Seidler befasste sich insbesondere mit Personalproblemen von Wehrmacht und Bundeswehr, dem militärischen Gefolge der Wehrmacht, völkerrechtlichen Problemen im Zweiten Weltkrieg (z. B. Partisanenkrieg und Kriegsverbrechen) sowie Abrüstungsfragen nach dem Zweiten Weltkrieg. So publizierte er als Professor einige Beiträge in militärischen Fachpublikationen und vereinzelt in wissenschaftlichen Fachzeitschriften, inhaltlich unter anderem zur Organisation Todt und zum Thema Fahnenflucht.

### Gesellschaftliche Aktivitäten
Nach umstrittenen Veröffentlichungen Seidlers in der FAZ (Waren Deserteure Widerstandskämpfer?) nahm ihn 1996 der Politikwissenschaftler Georg Geismann, ehemals Dekan der Sozialwissenschaftlichen Fakultät an der Bundeswehruniversität, in der Zeitschrift für Politikwissenschaft menschlich in Schutz: Ich „möchte […] in aller Deutlichkeit Partei ergreifen“ nicht nur für die Bundeswehruniversität, sondern „auch zugunsten Herrn Seidlers, zwar nicht als eines Autors, wohl aber als eines Staatsbürgers.“ Und weiter: „Manche von denen, die sich geräuschvoll über ihn empören, erwarten vom Verteidigungsminister disziplinarische Maßnahmen oder gar ein Lehrverbot. Mit dieser obrigkeitsstaatlichen Mentalität stehen sie dem Objekt ihrer Empörung sehr nahe, mögen sie auch ‚grün‘ oder ‚rot‘ drapiert daher kommen.“ Inhaltlich aber kritisierte Geismann den Geschichtsprofessor und warnte in der FAZ: Wenn er seine Meinung auch auf die Lehre ausweitet, dann wäre das für die Bundeswehruniversität ein „Skandal“, da Seidler in seinen Publikationen die „Pflicht zum bedingungslosen Gehorsam“ vertrete. 1996/97 war Seidler Mitbegründer des überparteilichen Zusammenschlusses „Stimme der Mehrheit“.
Eine Kleine Anfrage der Fraktion Die Grünen im Deutschen Bundestag (1998) bezüglich der „Positionen eines Lehrenden an der Bundeswehrhochschule München und der Revisionismus“ wurde durch die Bundesregierung dahingehend beantwortet, dass im Zweifel auf die Freiheit der Wissenschaft verwiesen wird, einzelne Äußerungen keine „strafrechtliche Relevanz“ hätten und auf eine rechtsextreme Gesinnung des Professors anhand der vorliegenden Indizien nicht geschlossen werden könne.

### Ehrungen
1978 wurde ihm das Bundesverdienstkreuz am Bande „für [seine] Verdienste um das Bildungswesen der Bundeswehr und die Integration der Bundeswehr in die Gesellschaft“ verliehen.
Seidler erhielt die Dr.-Walter-Eckhardt-Ehrengabe für Zeitgeschichtsforschung (1998) der Zeitgeschichtlichen Forschungsstelle Ingolstadt und ist Träger des Sudetendeutschen Kulturpreises für Wissenschaft (2004) der Sudetendeutschen Landsmannschaft.
2008 erschien anlässlich seines 75. Geburtstags im Rechtsaußen-Verlag „Pour le Mérite“ eine von Alfred Schickel herausgegebene Verlags-Festschrift mit dem Titel Kein Dogma! Kein Verbot! Kein Tabu! Dem Historiker gehört die Geschichte. Parlament und Justiz mögen schweigen mit Beiträgen von rechten Autoren der verschiedenen Spielarten.

## Spektrum fachlicher Beiträge
Wiederholt wurde er durch die CDU/CSU-Bundestagsfraktion als Sachverständiger herangezogen. So wohnte Seidler auch 2002 einer Anhörung des Rechtsausschusses des Deutschen Bundestages zur Frage der Aufhebung der nationalsozialistischen Unrechtsurteile gegen Deserteure bei. Er wird zitiert mit: Fahnenflucht sei „zum großen Teil in Tateinheit begangen [worden] mit anderen Vergehen und Verbrechen, die vorher waren oder die nachher folgten“.
1998 steuerte er einen kritischen Beitrag die Wehrmachtsausstellung betreffend zum durch Heribert Prantl bei Hoffmann und Campe herausgegebenen Sammelband Wehrmachtsverbrechen eine deutsche Kontroverse bei. Zum Lebensborn erschien zur gleichen Zeit im Propyläen Verlag ein Aufsatz im von Uwe Backes, Eckhard Jesse und Rainer Zitelmann herausgegebenen Sammelband Die Schatten der Vergangenheit. Impulse zur Historisierung des Nationalsozialismus. 2005 erschien ein um den Autobahnbau erweiterter Beitrag zu Fritz Todt, herausgegeben von der Forschungsstelle für Straßen- und Verkehrswesen.
Einerseits trat Seidler von Mitte der 1990er bis Anfang der 2000er Jahre als Gastautor in seriösen Zeitungen und Zeitschriften (Die Welt (1995), Frankfurter Allgemeine Zeitung (1995/96) und Focus (1997/2000)) in Erscheinung und seine Leserbriefe wurden bis in die 2000er Jahre in der Süddeutschen Zeitung und der FAZ abgedruckt. Andererseits veröffentlichte er ab den 1990er Jahren Beiträge in der spätestens 2006 durch die Bundesregierung als rechtsextrem eingestuften Deutschen Militärzeitschrift und stand ihr und Zuerst!, ebenfalls aus dem Hause Dietmar Munier, als Interviewpartner zur Verfügung. Ebenso war er in dieser Zeit mehrfach Interviewpartner der National-Zeitung von Gerhard Frey oder im Gespräch mit dem Publizisten Michael Friedrich Vogt. Überdies publizierte er in den, durch die Deutsche Burschenschaft herausgegebenen, Burschenschaftlichen Blättern.
Ein Teil der Buchveröffentlichungen von Seidler erschien in rechtsextremen Verlagen wie dem Verlag Pour le Mérite oder dem Verlag Bublies. Außerdem werden Publikationen von rechtsextremen Versandhändlern vertrieben (Buchdienst Kaden bzw. Deutscher Buchdienst, Nation und Wissen, Kopp Verlag). Wiewohl bereits 1977 ein Buch an einem solchen Ort (Vowinckel Verlag) publiziert wurde, findet er sich durchgängig erst seit seiner Pensionierung in den ausgehenden 1990er Jahren hier.
Er ist seit den 2000er Jahren regelmäßiger Gast bei rechten bis rechtsextremen Veranstaltungen u. a. der Gesellschaft für freie Publizistik, der Zeitgeschichtlichen Forschungsstelle Ingolstadt und der Staats- und Wirtschaftspolitischen Gesellschaft sowie den Burschenschaften Danubia München und Germania Hamburg und der Akademischen Ferialverbindung Rugia Karlsbad. Etwa vor einem burschenschaftlichen Vortrag in Dresden (1998) wurde er ausdrücklich durch den Militärischen Abschirmdienst (MAD) über dortige rechtsextreme Umtriebe gewarnt, was Seidler allerdings bewusst ignorierte.

## Fachliche und mediale Rezeption
Seidler wurde insbesondere durch eine biographische Arbeit zu Fritz Todt, einstiger Reichsminister für Bewaffnung und Munition, bekannt, die in der Forschung einerseits als „Standardwerk“, anderseits aber auch als „unzureichend“ bezeichnet wird. Einige von Seidlers Beiträgen der 1970er bis 1990er Jahre wurden in seriösen Fachmedien rezensiert. Es wurde ihm allerdings spätestens ab Ende der 1980er Jahre bisweilen mangelnde Distanz und fehlende Quellenkritik attestiert. Es hieß auch, er ignoriere die neuere NS-Forschung. Spätestens mit den ausgehenden 1990er Jahren und mit seinem Wechsel zu rechtsextremistischen und geschichtsrevisionistischen Verlagen lässt sich nurmehr in diesem Teil des politischen Spektrums eine Wertschätzung feststellen.
- Seine 1991 erschienene Arbeit Die Militärgerichtsbarkeit der Deutschen Wehrmacht 1939–1945 habe „apologetische Züge“. Teilweise handle es sich aber um „wichtige Gesichtspunkte und notwendige Detailkorrekturen“, so der NS-Forscher Detlef Garbe.[26] Nach dem Marburger Landgerichtspräsidenten a. D. Otfried Keller (FAZ) hat Seidler „vorurteilslos ein Teilgebiet der Wehrmachtspflege erforscht und bearbeitet“, aber keine „gesamte Würdigung der Wehrmachtsgerichtsbarkeit im Zweiten Weltkrieg“ vorgenommen. Der Rezensent vermisste gebündelte Sachkundigkeit als „Historiker, Jurist und Soldat“ gleichermaßen.[27]
- 1993 erschien die Schrift Fahnenflucht. Nach dem Historiker Reinhold Brender (FAZ) ist das Buch „nützlich“, weil es einen „Blick auf verschiedene Armeen“ werfe, es beantworte allerdings nicht alle Fragen und „hätte an Wert gewonnen“, wenn der Autor mehr analysiert als beschrieben hätte.[28] In ebenfalls in der FAZ erschienenen Leserbriefen ergriffen Otto Kranzbühler (Marinerichter a. D. und Verteidiger von Karl Dönitz bei den Nürnberger Prozessen) und Jürgen Schreiber (Generalmajor a. D.) Partei für Seidlers Thesen.[29][30] Für die Frühe Neuzeit sei das Buch „wenig ergiebig“, so Géza Pálffy.[31] Die Historikerin Maria Fritsche kritisierte, dass Seidler „unreflektiert die Begrifflichkeiten der Wehrmachtrichter“ übernehme und so „zur Verfestigung der Feindbilder und Vorurteile gegenüber Deserteuren“ beitrage.[32] 1999 kam der Militärhistoriker Benjamin Ziemann zum Schluss, dass Seidler zwar damit „die bis heute einzige zusammenfassende Darstellung zur Geschichte der Fahnenflucht in der Wehrmacht vorgelegt“ hat, er aber „elementare Standards der zeithistorischen wissenschaftlichen Arbeit“ verletze, „was im Ergebnis zu der durchgängig anzutreffenden Tendenz einer nachträglichen Diffamierung und Kriminalisierung der Fahnenflüchtigen“ führe.[33]
- 1995 erschien Kollaboration, 1939–1945. Während der ungarisch-schweizerische Militärhistorikers Peter Gosztony von einer „Pionierarbeit“ sprach, wenn Seidler auch bei manchen geschichtlichen Vorgängen nicht verstanden habe, sie richtig auszuwerten,[34] kam der Kulturwissenschaftler Klaus Theweleit zu einem anderen Urteil: Seidlers Argumentation mache „die ,Kollaboration‘ mit Hitlers Truppen nicht nur zu einer vertretbaren Sache, sie wird zu einer guten, sie wird zur einzig möglichen für alle Norweger, Dänen, Franzosen oder Ukrainer, die damals schon ,europäisch' dachten.“[35] Der Politikwissenschaftler Kurt Sontheimer las bei Seidler „Verständnis für Kollaborateure“ raus. Dem widersprach der Kultursoziologe Detlef Pollack, der von einer „Unterstellung“ sprach.[36]
- Der Osteuropahistoriker Dittmar Dahlmann notierte, dass der Doppelband Verbrechen an der Wehrmacht (1998/2000) wissenschaftlich letztlich nicht weiterführend sei und beim Autor eine „politische Stoßrichtung […] überdeutlich“ werde.[37] Christoph Rass, Neuzeithistoriker, bemerkte, dass Seidler „bemerkenswert deutlich den Mustern der NS-Propaganda [folge], indem er die […] These der planmäßig völkerrechtswidrigen Kriegführung der Roten Armee aufgriff und […] zu belegen versuchte. So dienten die Akten letztlich der Rechtfertigung des Hitlerschen Vernichtungskrieges.“[38] Obwohl „an der Substanz der [geschilderten] Fälle […] kein Zweifel“ bestehe, hielten die NS-Forscher Christian Hartmann, Johannes Hürter, Peter Lieb und Dieter Pohl Seidler vor, dieser übernehme ungeprüft „Angaben aus unwissenschaftlichen Werken“ und verleihe „so einer rechtsextremen Propaganda-Erfindung den Anschein wissenschaftlicher Seriosität“.[39] Hürter kam außerdem in der FAZ zu dem Ergebnis, dass der Verfasser sich bereits im Vorwort von Kriegsgreuel der Roten Armee „endgültig von der seriösen Wissenschaft [verabschiedet]. Er stilisiert sich zum aufrechten, allein der Wahrheit verpflichteten Aufklärer, der vom publizistischen ‚Linkskartell‘, von ‚käuflichen Historikern‘ und mobbenden Kollegen verfolgt wird. Dabei entlarvt sich Seidler durch zahlreiche Hinweise auf die Motive, die seine Forschungen antreiben.“ Seidler zeichne ein „geschönte[s] Bild“, so ignoriere er beispielsweise den Kommissarbefehl und den Kriegsgerichtsbarkeitserlass. Es gehe ihm letztlich nur um eine „Antwort“ auf die Wehrmachtsausstellung des Hamburger Instituts für Sozialforschung.[40]
- In Die Wehrmacht im Partisanenkrieg (1999) betrachtet Seidler den Partisanenkrieg allein in militärischer und – in seiner Auslegung – völkerrechtlicher Hinsicht. Selbst grausamste Maßnahmen der Deutschen stelle er lediglich als Reaktion auf das ursächliche Verhalten der Partisanen dar, so Alexander Brakel.[41] Der Militärhistoriker Sönke Neitzel resümierte, dass Seidler stets bemüht gewesen sei, „die Wehrmacht in einem möglichst positiven Licht erscheinen zu lassen[,] und den verbrecherischen Charakter der Partisanenbekämpfung in wenig überzeugender Weise abzuschwächen“ versucht habe.[42]
- Sein 2000 mit Dieter Zeigert veröffentlichtes Buch Die Führerhauptquartiere wurde durch Uwe Backes und Eckhard Jesse gelobt, so würden die Führerhauptquartiere gut dokumentiert. Das Werk beeindrucke durch „Übersichtlichkeit und Faktenreichtum“.[43] Nach Jörg Friedrich (FAZ) „quillt [das Buch] über von bizarren Details über Hitlers Führungsgebaren“.[44]
- 2000 erschien Phantom Alpenfestung? Die geheimen Baupläne der Organisation Todt. Dazu bemerkte Albert A. Feiber in der FAZ, dass der Text sich „an der Grenze zwischen naiver Verharmlosung und kritikloser Übernahme der nationalsozialistischen Perspektive“ bewege. Überhaupt sei festzustellen, dass Seidler seit seiner Emeritierung „ein Buch nach dem anderen“ publiziere, womit er „sich schon lange aus der seriösen Geschichtswissenschaft verabschiedet“ habe.[45]
- 2002 erschien in Herausgeberschaft von Seidler und Alfred M. de Zayas die Artikelsammlung Kriegsverbrechen in Europa und im Nahen Osten im 20. Jahrhundert. Christian Hartmann beurteilte sie in der FAZ als in hohem Maße defizitär und als in Teilen unwissenschaftlich. Er fragte, ob man ein Buch zu Europa und den Nahen Osten „mit einem Beitrag über die Konzentrationslager im Burenkrieg eröffnen“ müsse und warum ein Abschnitt über den „Kriegsgerichtsbarkeitserlass Barbarossa“ fehle, der das Verhalten der Wehrmacht an der Ostfront „am stärksten beeinflußt“ habe. Während auch „kleine und kleinste Vergehen der Alliierten minutiös aufgelistet“ würden, blieben „so große deutsche Verbrechenskomplexe wie die Massaker der Einsatzgruppen und der uneingeschränkte Partisanenkrieg in der Sowjetunion“ unterbelichtet. Israelische Völkerrechtsverletzungen würden in aller Breite dargestellt, zum palästinensischen Terrorismus schweige das Buch. Im Beitrag über den Partisanenkrieg fehle Hitlers Weisung von 1941, der Krieg biete „die Möglichkeit auszurotten, was sich gegen uns stellt“. Die Darstellung des Kommissarbefehls sei reduziert „auf die Auslassungen [Beschuldigter] vor dem Nürnberger Kriegsverbrechertribunal“. Jüngere Literatur zur Kooperation zwischen Wehrmacht, SS und Polizei bei der Ermordung von Kriegsgefangenen bleibe unberücksichtigt.[46]

Die NS-Forscherin Insa Meinen schlug den Bogen von „nicht belegten“ Behauptungen Seidlers in der frühen Veröffentlichung Prostitution, Homosexualität, Selbstverstümmelung (1977) zu jüngeren, von ihr als „geschichtsrevisionistisch“ bewerteten Publikationen. Für Regina Mühlhäuser macht Seidler sich bei der Thematik die „Sichtweise der Wehrmacht“ zu eigen. Er leiste „keinerlei kritische Aufarbeitung“.  Wissenschaftler und Publizisten verorten ihn und seine zeitgeschichtliche Publizistik im politisch rechten Spektrum, nehmen jedoch je nach Arbeitsschwerpunkt und betrachteten Zeitraum unterschiedliche Zuordnungen vor: So wird Seidler als wertkonservativ und rechtskonservativ beschrieben, als ein Vertreter der Neuen Rechten wahrgenommen sowie als „ins rechtsextreme Spektrum abgeglitten“ oder als „seit Jahren in rechtsextremen Zusammenhängen aktiv“ dargestellt.

## Schriften (Auswahl)
Monografien
- mit Rolf Buchner, Hermann Schmidt: Einigkeit in Recht und Freiheit. Ein Lehrbuch für Gemeinschaftskunde. R. Müller, Köln 1967.
- Der Freistaat Bayern. Abriss seiner Entwicklung und seiner Probleme. Lurz, München 1969.
- mit Helmut Reindl: Die Wehrpflicht. Dokumentation zu Fragen der allgemeinen Wehrpflicht, der Wehrdienstverweigerung und der Wehrgerechtigkeit (= Geschichte und Staat. Bd. 154/155). Olzog, München u. a. 1971, ISBN 3-7892-7032-6.
- Prostitution, Homosexualität, Selbstverstümmelung. Probleme der deutschen Sanitätsführung 1939–1945. Vowinckel, Neckargemünd 1977, ISBN 3-87879-122-4.
- Frauen zu den Waffen? Marketenderinnen, Helferinnen, Soldatinnen. Wehr und Wissen, Koblenz u. a. 1978, ISBN 3-8033-0265-X.
- mit Helmut Reindl: Wehrdienst, Zivildienst. Bundeszentrale für politische Bildung, Bonn 1979.
- Blitzmädchen. Die Geschichte der Helferinnen der deutschen Wehrmacht im Zweiten Weltkrieg. Wehr und Wissen, Koblenz u. a. 1979, ISBN 3-8033-0288-9.
- Krieg oder Frieden. Möglichkeiten und Grenzen der Sicherheitspolitik. Eine Einführung (= Reihe Bernard & Graefe aktuell. Bd. 9). Bernard und Graefe, München 1980, ISBN 3-7637-5308-7.
- Das Militär in der Karikatur. Kaiserliches Heer, Reichswehr, Wehrmacht, Bundeswehr und Nationale Volksarmee im Spiegel der Pressezeichner. Bernard und Graefe, München 1982, ISBN 3-7637-5401-6.
- Friedenssicherung. Bundeszentrale für politische Bildung, Bonn 1983.
- Wehrpflicht und Kriegsdienstverweigerung. Bundeszentrale für politische Bildung, Bonn 1984.
- Fritz Todt. Baumeister des 3. Reiches. Herbig, München u. a. 1986, ISBN 3-7766-1446-3.
- Die Organisation Todt. Bauen für Staat und Wehrmacht, 1938–1945. Bernard & Graefe, Koblenz 1987, ISBN 3-7637-5842-9.
- „Deutscher Volkssturm“. Das letzte Aufgebot 1944, 45. Herbig, München u. a. 1989, ISBN 3-7766-1608-3.
- Die Militärgerichtsbarkeit der deutschen Wehrmacht 1939–1945. Rechtsprechung und Strafvollzug. Tabellen. Herbig, München u. a. 1991, ISBN 3-7766-1706-3.
- Fahnenflucht. Der Soldat zwischen Eid und Gewissen. Herbig, München u. a. 1993, ISBN 3-7766-1789-6.
- Die Kollaboration, 1939–1945. Herbig, München u. a. 1995, ISBN 3-7766-1908-2.
- Die Wehrmacht im Partisanenkrieg. Militärische und völkerrechtliche Darlegungen zur Kriegführung im Osten. Pour le Mérite Verlag, Selent 1999, ISBN 3-932381-04-1.
- Phantom Alpenfestung? Die geheimen Baupläne der Organisation Todt. Pour le Mérite Verlag, Selent 2000, ISBN 3-932381-10-6.
- mit Dieter Zeigert: Die Führerhauptquartiere. Anlagen und Planungen im Zweiten Weltkrieg. Herbig, München 2000, ISBN 3-7766-2154-0.
- Ex-Rotarmisten gegen Stalin. Freiwillige Osteuropäer in Wehrmacht und Waffen-SS. Arndt-Verlag, Kiel 2004, ISBN 3-88741-263-X.
- Avantgarde für Europa. Ausländische Freiwillige in Wehrmacht und Waffen-SS. Pour le Mérite Verlag, Selent 2004, ISBN 3-932381-26-2.
- Siegerjustiz. Die KZ-Prozesse der alliierten Besatzungsmächte 1945–50. Pour le Mérite Verlag, Selent 2006, ISBN 978-3-932381-31-7.
- Das Recht in Siegerhand. Die 13 Nürnberger Prozesse 1945–1949. Pour le Mérite Verlag, Selent 2007, ISBN 978-3-932381-38-6.
- Schuldig! Die alliierten Siegerprozesse gegen Soldaten, Polizisten und Zivilisten. Fliegerprozesse, Malmedy-Prozeß, Oradour-Prozeß, Schanghai-Prozeß. Pour le Mérite Verlag, Selent 2008, ISBN 978-3-932381-49-2.
- Deutsche Opfer. Alliierte Täter 1945. Pour le Mérite Verlag, Selent 2013, ISBN 978-3-932381-66-9.

Herausgeberschaften
- (Hrsg.): Verbrechen an der Wehrmacht. Kriegsgreuel der Roten Armee. 2 Bände, Pour le Mérite Verlag, Selent 1998/2000, ISBN 3-932381-03-3 / ISBN 3-932381-05-X.
- mit Alfred M. de Zayas (Hrsg.): Kriegsverbrechen in Europa und im Nahen Osten im 20. Jahrhundert. Mittler, Hamburg u. a. 2002, ISBN 3-8132-0702-1.

Beiträge in Fachzeitschriften
- Die Fahnenflucht in der deutschen Wehrmacht während des Zweiten Weltkrieges. In: Militärgeschichtliche Mitteilungen 22 (1978) S. 23–42.
- L'Organisation Todt. In: Revue d'histoire de la Deuxième Guerre mondiale et des conflits contemporains 34 (1984) 134, S. 33 ff.
- Das Nationalsozialistische Kraftfahrkorps und die Organisation Todt im Zweiten Weltkrieg. Die Entwicklung des NSKK bis 1939. In: Vierteljahrshefte für Zeitgeschichte, 32 (1984) 4, S. 625–636.
- Stellungnahme zu Georg Geismann “'Befehl ist Befehl' – vom Umgang mit der NS-Vergangenheit” (ZPol 3/96). In: Zeitschrift für Politikwissenschaft 7 (1997), S. 79–83.